# 핀타섬땅거북
핀타섬땅거북은 몸길이 약 2m, 체중은 약 200kg인 갈라파고스땅거북의 아종이다. 2012년 6월에 멸종된 것으로 판단되고 있다.

## 고독한 조지
지금까지 알려졌던 핀타섬땅거북의 유일한 개체는 1971년 핀타 섬에서 처음 발견된 수컷 외로운 조지(Lonesome George)로, 2012년에 죽을 때까지 이사벨라 섬 보호구역의 철창 안에서 사육되고 있었다.
같은 종의 암컷은 발견하지 못했다. 2009년에는 조지에게 다른 아종의 암컷과 짝짓기를 시켜 변종을 만들려고 애썼지만, 실패하였다. 2012년 6월 24일, 조지는 불상의 자연적인 이유로 죽었다. 나이는 100살이 넘었으리라 추정되며, 조지의 죽음으로 핀타섬땅거북은 멸종된 것으로 판단되고 있다.

## 같이 보기
- 홀로세 멸종